# NGC 3680
NGC 3680 је расејано звездано јато у сазвежђу Кентаур које се налази на NGC листи објеката дубоког неба.
Деклинација објекта је - 43° 15' 0" а ректасцензија 11h 25m 38,0s. Привидна величина (магнитуда) објекта NGC 3680 износи 7,6. NGC 3680 је још познат и под ознакама OCL 823, ESO 265-SC32.